# Okręgi federalne Federacji Rosyjskiej
Okręgi federalne Federacji Rosyjskiej zostały utworzone zgodnie z dekretem prezydenta Rosji nr 849 «О pełnomocnym przedstawicielu prezydenta Federacji Rosyjskiej w Okręgu Federalnym z 13 maja 2000 roku. Powołano wówczas siedem okręgów.
19 stycznia 2010 dekretem prezydenta Federacji Rosyjskiej z części Południowego Okręgu Federalnego utworzono Północnokaukaski Okręg Federalny. 21 marca 2014 roku dekretem prezydenta Władimira Putina powołano Krymski Okręg Federalny obejmujący anektowane przez Rosję dwie jednostki administracyjne Ukrainy: Republikę Krymu i miasto federalnego znaczenia Sewastopol; okręg ten został następnie włączony do Południowego Okręgu Federalnego 28 lipca 2016 roku. Dekretem prezydenta Federacji Rosyjskiej z dnia 3 listopada 2018 roku do Dalekowschodniego Okręgu Federalnego dołączono dwa podmioty wchodzące do tej pory w skład Syberyjskiego Okręgu Federalnego – Republikę Buriacji i Kraj Zabajkalski. 
Okręgi te nie są traktowane jako jeden ze szczebli podziału administracyjnego Rosji.
| Nazwa okręgu federalnego | Nazwa okręgu federalnego                                                    | Obszar (km²) | Liczba ludności (Według spisu z 2010) | Średnia gęstość zaludnienia (os./km²) | Liczba jednostek niższego rzędu | Stolica          |
| ------------------------ | --------------------------------------------------------------------------- | ------------ | ------------------------------------- | ------------------------------------- | ------------------------------- | ---------------- |
|                          | Centralny Okręg Federalny (ros. Центральный федеральный округ)              | 652 800      | 38 438 600                            | 58,9                                  | 18                              | Moskwa           |
|                          | Południowy Okręg Federalny (ros. Южный федеральный округ)                   | 447 821      | 16 367 949                            | 36,6                                  | 8                               | Rostów nad Donem |
|                          | Północno-Zachodni Okręg Federalny (ros. Северо-западный федеральный округ)  | 1 677 900    | 13 583 800                            | 8,1                                   | 11                              | Petersburg       |
|                          | Dalekowschodni Okręg Federalny (ros. Дальневосточный федеральный округ)     | 6 952 555    | 8 222 601                             | 1,2                                   | 11                              | Władywostok      |
|                          | Syberyjski Okręg Federalny (ros. Сибирский федеральный округ)               | 5 144 953    | 19 287 474                            | 3,7                                   | 10                              | Nowosybirsk      |
|                          | Uralski Okręg Federalny (ros. Уральский федеральный округ)                  | 1 788 900    | 12 082 700                            | 6,8                                   | 6                               | Jekaterynburg    |
|                          | Nadwołżański Okręg Federalny (ros. Приволжский федеральный округ)           | 1 038 000    | 29 900 400                            | 28,8                                  | 14                              | Niżny Nowogród   |
|                          | Północnokaukaski Okręg Federalny (ros. Северо-Кавказский федеральный округ) | 170 700      | 9 496 800                             | 55,6                                  | 7                               | Piatigorsk       |